# Соловьёвка (Удмуртия)
Соловьёвка — деревня в Граховском районе Удмуртии, на реке Сайка.

## История
До 1921 года деревня входила в состав Билярской волости Елабужского уезда (с 1921 года — Можгинского уезда). С 1924 года в составе Новогорского сельсовета Граховской волости. В 1982 году образован Макаровский сельсовет и деревня передана в его состав.
В 2004 году Макаровский сельсовет упразднён и деревня вернулась в состав Новогорского сельского поселения.